# アマリリス (みんなのうた)
『アマリリス』は、1968年2月にNHKの『みんなのうた』で紹介された楽曲。作詞：岩佐東一郎、編曲：越部信義、歌：弘田三枝子とシンギングエンジェルズ。

## 概要
- フランス国王ルイ13世が作ったとされる楽曲『アマリリス』を元にした歌。
- 放送クレジットでは「ルイ13世」はクレジットされず、「フランス民謡」とされている。
  - なお日本放送出版協会から発売された楽譜集『NHKみんなのうた 第8巻』では、作曲は「ギス」名義となっている（参考：同楽譜集64頁 1986年）が、これはフランスのピアニスト・作曲家のアンリ・ギス（Henry Ghys）のことであり、最近はルイ13世ではなく、アンリ・ギス作曲とされることも多い。ただし、実際にはバルタザール・ド・ボージョワイユーの『王妃のバレエ・コミック（英語版）』の第1バレエが原曲であり、ギスは『ルイ13世のエール』の名で編曲している[1]。
- 原曲は2番までしかないため、9番まで増やし、構成も変奏曲仕立てとした。
- アニメーションは久里洋二。
- 2006年8月31日に衛星第2テレビの『なつかしのみんなのうた』で放送、その後、同年12月25日や2007年1月3日にも再放送された。また、2007年12月31日にNHK-FMで放送された『今日は一日みんなのうた三昧』でも流された。その後2024年4月から5月までラジオのみで再放送されているが、地上波テレビではまだ再放送されていない。
- 象印マホービンの炊飯器で炊きあがりの音楽として流れる。
- 現在はDVDに収録されている。
- 永楽電気がこの曲をアレンジしたメロディを東日本旅客鉄道（JR東日本）の駅向けに発車メロディとして提供している。白岡駅・新白岡駅・久喜駅で使われている。かつて使用されていた赤羽駅はフルコーラスが約56秒あり、中央本線立川駅では、必ずフルコーラスが流れる仕様であった。また、鳥取県庁舎では13時の時報を知らせる時に流れる。

## 曲の構成
1. 原曲（1番の歌詞）
2. 原曲（インストゥルメンタル）
3. ワルツ（2番の歌詞）
4. ワルツ（インスト）
5. スイング・ジャズ（1番の歌詞）
6. スイング・ジャズ（スキャット）
7. タンゴ（インスト）
8. ロック（スキャット）
9. ロック（但し最後の2小節は原曲）

なお放送では、2と3、4と5、6と7の間にそれぞれ拍子木の音が入る。